# Севастопольская улица (Сочи)
Севасто́польская у́лица — улица в Завокзальном микрорайоне в Центральном районе города Сочи, Краснодарский край, Россия.

## Расположение
Поднимается на горный массив Батарейка левого берега реки Сочи.

## История
Одно из старейших учреждений на улице — Сочинская гидрометобсерватория. Она основана в 1870 и с этого года ведёт непрерывные наблюдения за погодой. В здание на Севастопольской улице она переехала в 1897 из района Сочинского маяка. До сноса в 1972—1973 годах Завокзального кладбища улица ограничивала его с северо-востока.

## Пересекает улицы
- Невская улица (Сочи)
- Альпийская улица (Сочи)
- Севастопольский переулок (Сочи)
- Параллельная улица (Сочи)

## Достопримечательности
- Завокзальный мемориальный комплекс (Сочи)

### Примечательные здания
- № 25 — Гидрометеорологическая обсерватория

## Транспорт
- По улице ходят автобусы № 15 и № 24.